# FDR Charts
FDR är en ukrainsk topplista. Den anses vara den primära topplistan i Ukraina som listar singlar från andra länder och kontinenter runt om i världen. Den listar 20 toppsinglar, både nationella och internationella, baserat på försäljningssiffrorna under den angivna tiden.

## Publicerade listor

### Nuvarande
Topplistorna som publiceras varje vecka:
- Top 20 Pop Singles[1]
- Top 20 Dance Singles[2]
- Top 10 Rock Singles[3]
- Top 20 Ukranian/Russian Singles[4]
- Top 20 Old Hits[5]
- Top 20 Ukranian/Russian Singles[4]

### Tidigare
- Top 20 Freestyle: slutförd 2012[6]
- Top 20 Dance More Singles: slutförd 2012[7]
- Top 20 Old Ukraine Singles: slutförd 2011[8]